# Serraia
Serraia es un género de foraminífero bentónico de la familia Pellatispiridae, de la superfamilia Nummulitoidea, del suborden Rotaliina y del orden Rotaliida. Su especie tipo es Serraia cataloniensis. Su rango cronoestratigráfico abarca el Holoceno.

## Clasificación
Serraia incluye a las siguientes especies:
- Serraia cataloniensis